# Raisei Shimazu
Raisei Shimazu (jap. 島津 頼盛, Shimazu Raisei; * 7. April 1999 in der Präfektur Osaka) ist ein japanischer Fußballspieler.

## Karriere
Raisei Shimazu erlernte das Fußballspielen in den Jugendmannschaften von FC Kulaifu 2003 und Cerezo Osaka sowie in der Schulmannschaft der Kokoku High School. Von August 2017 bis Januar 2018 wurde er seiner Schule an Zweigen Kanazawa ausgeliehen. Nach Leihende wurde er Anfang 2018 von Kanazawa fest verpflichtet. Der Verein aus Kanazawa, einer Großstadt in der Präfektur Ishikawa auf Honshū, der Hauptinsel Japans, spielte in der zweithöchsten japanischen Liga, der J2 League. Am 1. August 2021 wechselte er auf Leihbasis zum Drittligisten Kagoshima United FC. Für den Klub aus Kagoshima absolvierte er acht Drittligaspiele. Die Saison 2022 wurde er an den Viertligisten FC Tiamo Hirakata ausgeliehen. Für den Verein aus Hirakata bestritt er 23 Ligaspiele. Nach der Ausleihe wurde er von Tiamo fest unter Vertrag genommen. Nach einer Spielzeit, in der er 23 Ligaspiele bestritt, wechselte er im Januar 2024 zum Fünftligisten J-Lease FC. Mit dem Verein spielt er in der Kyushu Soccer League.